# Канунников, Алексей Дмитриевич
Алексей Дмитриевич Канунников (27 июля 1932 — 29 декабря 2014) — джазовый музыкант, тромбонист, основатель нескольких джазовых коллективов, в том числе «Джаз-бэнда Алексея Канунникова», который позиционируется как яркий представитель петербургской школы традиционного джаза и является одним из самых популярных диксилендов России. За оригинальную аранжировку песенки из мультфильма про крокодила Гену на долгие годы получил прозвище «Крокодил».

## Биография
Алексей Канунников родился в Тульской области в 1932 году. После получения среднего образования учился на факультете иностранных языков Ленинградского педагогического института имени Герцена. В годы учёбы самостоятельно освоил игру на тромбоне, полученном в месткоме. Играл в институтском самодеятельном джаз-оркестре. Три года служил в армии, из которых более двух лет в полковом оркестре. В 1958 году вошёл в обновлённый состав биг-бэнда Иосифа Вайнштейна совместно с Геннадием Гольштейном, Давидом Голощёкиным и другими. В 1963 году Алексей Канунников создаёт свой первый коллектив традиционного джаза, премьерное выступление которого состоялось в ночь с 13 на 14 января в джаз-клубе «Квадрат». Диксиленд гастролирует по СССР как коллектив Ленинградской областной филармонии.

В 1963 году в Минске совместно с конферансье Владимиром Дорошевым организовал на вокзале встречу знаменитой певицы Ружены Сикора («Мама танго»). Музыканты оделись в экстравагантные костюмы и устроили целую клоунаду, за что позже имели неприятности с партийными органами. В 1971 году возглавил коллектив ленинградских джазменов, которые смогли нелегально (в автобусе Ленконцерта) попасть на лётное поле аэропорта Пулково и сыграть в честь прилетевшего на гастроли Дюка Эллингтона «When the Saints Go Marching In». 
«Как вы посмели встречать капиталиста и миллионера, какое право вы имели, вы же не знаете, какая у него политическая ориентация» — я слушал всё это около часа, а потом сказал: «До самого конца жизни я буду гордиться тем, что именно я сумел организовать встречу Дюка Эллингтона». В качестве наказания меня направили учиться в Университет марксизма-ленинизма.
В начале 1970-х годов диксиленд Алексея Канунникова регулярно выступает в ресторане гостиницы «Советская». С 1974 по 1980 год музыкант вновь вернулся в оркестр Иосифа Вайнштейна. В 1980 году выступил приглашённым солистом польского диксиленда «Джаз Бэнд Болл» на международном фестивале «Old Jazz Meeting». В 1980-е годы работает в оркестре «Диапазон», аккомпанировавшему эстрадному исполнителю Валерию Леонтьеву, а несколько позже — Михаилу Боярскому. В 1991 году создаёт «Джаз-бэнд Алексея Канунникова», который в классическом составе (труба, кларнет, тромбон, контрабас, ударные, рояль) продолжал коммерческие выступления более 20 лет. Коллектив гастролировал в Финляндии, Дании, Швеции, Норвегии, США. В его ансамбле играли многие известные петербургские музыканты, как-то: Федор Кувайцев, Константин Кувайцев, Владимир Воронин, Константин Хазанович, Григорий Локшин, Иван Васильев, Александр Киахиди, Дмитрий Братухин и др.

## Записи
- 1959 — «Джаз-оркестр Иосифа Вайнштейна»;
- 1979 — «Ленинградские инструментальные ансамбли»;
- 1979 — «Джаз-оркестр Иосифа Вайнштейна»;
- 1980 — «Джаз-ансамбли Ленинграда»;
- 1994 — «Birds Passage»;
- 2000 — «Джаз-бэнд Алексея Канунникова».